# Apopa
Apopa is een stad en gemeente in het Salvadoraanse departement San Salvador. Er zijn 180.000 inwoners, waarmee ze de vijfde grootste stad van het land is.